# Tomida femina
El tomida femina és el poema més antic que es conserva en occità. Trobat als marges d'un tractat mèdic llatí escrit entre els segles segle ix i segle x, presenta una llengua amb una forta influència del llatí vulgar. El poema canta el dolor d'una mare en el moment del part, una dona que té el seu fill al ventre i que gràcies al ferro i la fusta (probablement instruments de les llevadores i el suport per a la dona que pareix) s'allibera del mal, que el passa a la mare terra. Probablement es recitava per part de les assistents al part per alleugerir-lo, a tall d'encanteri o distracció. El poema estava escrit al revés, amb el primer vers a baix de tot i es basa en l'anàfora, la repetició de la paraula "tomida" ('túmida', 'entumida', 'inflada') per fer referència als òrgans prominents de l'embarassada i com aquesta inflor li causa dolor, un dolor que a mesura que avança el cant va passar pels seus òrgans, cada cop més extern, fins a sortir del cos i acabar a la mare terra o l'exterior, de tornada a la natura que l'ha provocat quan s'ha creat la vida.

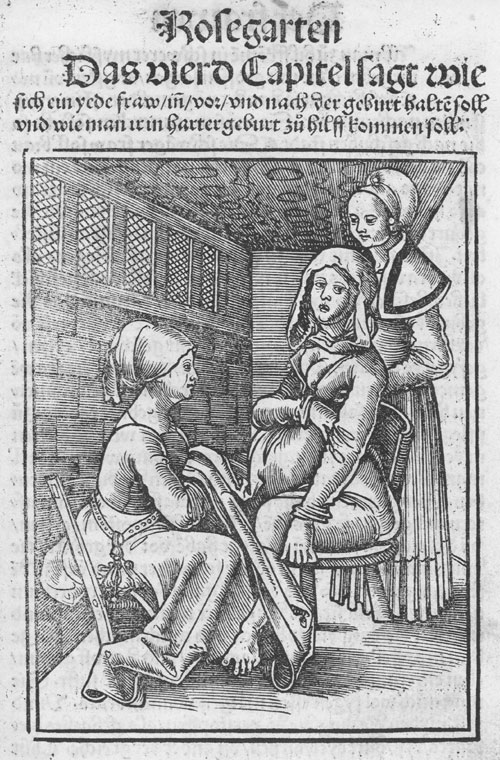
Il·lustració, una dona parint en una cadira de parts. De: Eucharius Rößlin, Der Swangern frawen vnd hebamme(n) roszgarte(n). Hagenau: Gran, any 1515

El text del poema és el següent:
| Tomida femina in tomida via sedea; tomid infant in falda sua tenea; tomides mans et tomidas pes, tomidas carnes que est colbe recebrunt; tomide fust et tomides fer que istæ colbe donerunt. Exsunt en dolores d'os en polpa [de polpa en curi] de curi in pel de pel in erpa. Terra madre susipiat dolores. | Una dona inflada s'assegué en una via inflada un nen inflat a la falda tenia mans inflades i peus inflats carns inflades que aquest cop rebran; fusta inflada i ferro inflat que donaran aquest cop. El dolor viatja d'os a pell, de pell a cutis de cutis a pèl de pèl a l'herba. Que la terra mare rebi el dolor. |